# Linus Torvalds
Linus Benedict Torvalds  (Helsinki, 1969. december 28. –) a népszerű, Unix-szerű operációs rendszer magjaként használható Linux kernel, valamint a Git verziókezelő rendszer fejlesztésének elindítója, jelenleg is egyik fő fejlesztője.
Szülei korán elváltak, Linust az anyja Helsinkiben nevelte fel. Anyanyelve a svéd, de finnül is anyanyelvi szinten beszél.
Három lánya van 6-szoros karatebajnok feleségétől: Patricia Miranda (1996), Daniela (1998) és Celeste (2000) Torvalds. 1997 eleje óta az USA-ban (Santa Clara) élnek. Jelenleg Linus munkaadója a Linux Foundation, amely a korábbi OSDL (Open Source Development Labs) és a Free Standards Group egyesüléséből jött létre. A Linux Foundation az ipar fontos szervezetei, cégei által fenntartott alapítvány, amely anyagi hátteret teremt a Linux kernel fejlesztésének.
Felmenői között sok tanult ember volt, apja Nils Torvalds ismert politikus, anyja újságíró. Anyai nagyapja sokat foglalkozott vele, és nagyon fiatalon kapcsolatba került nagyapja számítógépével, melyen kisebb, majd egyre összetettebb programokat írt.
Amikor a Linux kernel fejlesztésébe belekezdett, a Helsinki Egyetem hallgatója volt.

## Linux
A GNU szoftverekkel kompatibilis Linux kernel fejlesztésébe Torvalds a 386-os számítógép védett módú programozásának megismerése céljából kezdett bele. Elégedetlen volt az egyetemen tanított (Andrew S. Tanenbaum által kifejlesztett) Minix operációs rendszerrel (emiatt több éles vita is kibontakozott közte és Tanenbaum között), így belefogott nagyszabású terve megvalósításába. Legfőbb érdeme, hogy egy jól használható, nyílt forrású kernelt (=rendszermagot) írt, és erre telepítette a GNU C fejlesztőrendszert. Eredményeit azok igen korai stádiumában nyilvánosságra hozta az interneten, ahol ötlete nagyon élénk visszhangra talált, sokan azonnal bekapcsolódtak a fejlesztésébe. Ma is ő a rendszermag (kernel) vezető fejlesztője.
A Linux kernel és a köré épített GNU alkalmazások együtt adják a GNU/Linux operációs rendszert. Ez több különböző terjesztésben (disztribúció) is elérhető, kihasználva a GNU szoftverek szabad felhasználását.

## Életútja
Linus Helsinkiben született, szülei Anna és Nils Torvalds újságírók, apai nagyapja Ole Torvalds költő volt. Mindkét szülője a Helsinki Egyetem lázadó ifjúságához tartozott az 1960-as években.
Családja a finnországi svéd nyelvű kisebbség tagja, amely a lakosság 5%-át teszi ki.
Torvalds keresztnevét Linus Pauling amerikai Nobel-díjas kémikus után kapta, bár ő azt állítja, hogy Linus után kapta a Peanuts című képregényből.
A Rebel Code: Linux and the Open Source Revolution
című könyvében Torvalds a következőt írja:
"Úgy gondolom, hogy ugyanannyi köze van a nevemnek a képregényhőshöz, mint Paulinghoz, ezért 50%-ban egy Nobel-díjas kémikus és 50%-ban egy pokróchurcoló képregényhős keveréke vagyok."
Torvalds a Helsinki Egyetemen tanult 1988 és 1996 között, ahol mesterfokozatot szerzett számítógéptudományból. Diplomamunkájának a következő volt a címe: Linux: A Portable Operating System (Linux: Egy hordozható operációs rendszer).
A számítógépekkel való ismerkedést egy Commodore VIC-20-szal kezdte. A VIC-20 után vásárolt egy Sinclair QL-t, amit jelentős mértékben átalakított, különösen operációs rendszer szinten.
Írt egy assemblert és egy szövegszerkesztőt a QL-re, és néhány játékot is. Állítólag, írt egy Pac-Man klónt is Cool Man címmel.
1990-ben vásárolt egy Intel 80386-alapú IBM PC-t, melyen néhány hétig Prince of Persia-t játszott, majd beszerzett egy Minix rendszert, amely lehetővé tette számára, hogy elkezdje a Linux fejlesztését.
1997 és 1999 között a 86open-nel is foglalkozott. A 86open tagjaival (BeOS, BSDI, FreeBSD, NetBSD, SCO, SunSoft, Linux) az Intel-hardverre készült Unix és Unix-szerű rendszerek standard bináris formátumát választották ki. Ez végül az ELF lett.